# Горностаївка (Генічеський район)
Горноста́ївка — село в Україні, у Новотроїцькій селищній громаді Генічеського району Херсонської області. Населення становить 603 особи.

## Історія
Село Горностаївка засноване 21 жовтня 1897 року.
12 червня 2020 року, відповідно до розпорядження Кабінету Міністрів України № 713-р «Про визначення адміністративних центрів та затвердження територій територіальних громад Запорізької області», увійшло до складу Новотроїцької селищної громади.
17 липня 2020 року, в результаті адміністративно-територіальної реформи та ліквідації  Новотроїцького району, увійшло до складу Генічеського району.
24 лютого 2022 року село тимчасово окуповане російськими військами під час російсько-української війни.

## Освіта
В селі працюють Горностаївський ясла-садок «Журавлик» та Горностаївський заклад загальної середньої освіти.

## Спорт
В селі грає команда Мир, що з 2011 року виступає у Другій лізі чемпіонату України (з перервою у 2013—2015 роках).